# التمايز الموجه
التمايز الموجه هو منهجية البحث في الهندسة الحيوية التي تجمع بين بيولوجيا الخلايا الجذعية والبيولوجيا التطورية وهندسة الأنسجة،  بهدف تسخير الخلايا الجذعية من خلال تقييد تمايزها في المختبر، بحيث تتميز وتتحول نحو نوع معين من الخلايا أو الأنسجة المراد انتاجها. والخلايا الجذعية بحكم تعريفها متعددة القدرات، وقادرة على «التمايز» إلى عدة أنواع من الخلايا مثل الخلايا العصبية، خلايا القلب والخلايا الكبدية، الخ. يتطلب التمايز الموجه الفعال فهما مفصلا لقرار النسب ومصير الخلية، الذي غالبا ما توفره البيولوجيا التنموية.

## الإطار المفاهيم
أثناء التمايز، تتخذ الخلايا متعددة القدرات عددا من القرارات التنموية لتوليد الطبقات الجرثومية الثلاث أولا (ectoderm و mesoderm و endoderm) للجنين والذرى الوسيطة، تليها قرارات لاحقة أو نقاط فحص، مما يؤدي إلى جميع أنسجة الجسم الناضجة.يمكن أن تكون عملية التمايز على غرار تسلسل القرارات الثنائية على أساس نماذج احتمالية أو ستوكاستيك. توفر البيولوجيا التنموية وعلم الأجنة المعرفة الأساسية لتمايز أنواع الخلايا من خلال تحليل الطفرات وتتبع النسب والتلاعب الدقيق بالأجنة ودراسات التعبير الجيني.
تمايز الخلايا وتولد الأنسجة العضوية تنطوي على مجموعة محدودة من مسارات الإشارات التنموية. وبالتالي فمن الممكن توجيه مصير الخلية عن طريق التحكم في قرارات الخلية من خلال الإشارات خارج الخلية، ومحاكاة الإشارات التنموية.

## مصدر المواد
يتم تطبيق التمايز الموجه في المقام الأول على الخلايا الجذعية متعددة القدرات (PSCs) ذات الأصل الثديي، ولا سيما الماوس والخلايا البشرية لتطبيقات البحوث الطبية الحيوية.منذ اكتشاف الخلايا الجذعية الجنينية (ES) (1981) والخلايا الجذعية المستحثة متعددة القدرات (iPS) (2006)، من المحتمل أن تكون المواد المصدر غير محدودة. تاريخيا، تم استخدام خلايا سرطان الجنين (EC). وقد استخدمت الخلايا الليفية أو غيرها من أنواع الخلايا المتمايزة لاستراتيجيات إعادة البرمجة المباشرة.

## أساليب
يتضمن تمايز الخلايا الانتقال من الوضع التكاثري إلى وضع التمايز. يتكون التمايز الموجه من محاكاة القرارات التنموية (تطور الجنين) في المختبر باستخدام الخلايا الجذعية كمواد مصدر.  لهذا الغرض، يتم استزراع الخلايا الجذعية متعددة القدرات (PSCs) في ظروف خاضعة للرقابة تتضمن ركيزة معينة أو مصفوفات خارج الخلية تعزز التصاق الخلايا وتمايزها، وتحديد تركيبات وسائط الثقافة.  يتم تطبيق عدد محدود من عوامل الإشارة مثل عوامل النمو أو الجزيئات الصغيرة، التي تتحكم في تمايز الخلايا، بالتتابع أو بطريقة اندماجية، بجرعات مختلفة ووقت التعرض. يتم التحقق من التمايز المناسب لنوع الخلية محل الاهتمام من خلال تحليل العلامات المحددة لنوع الخلية، وملف تعريف التعبير الجيني، والمقايسات الوظيفية.

### الأساليب المبكرة
- ثقافة مشتركة مع الخلايا السترومالية أو الخلايا المغذية، وعلى ركائز ثقافة محددة:

دعم الخلايا والمصفوفات توفير إشارات بيئية مثل التنمية
- تكوين الخلايا ثلاثية الأبعاد، الذي يطلق عليه الأجسام الجنينية (EBs): الهدف الكلي لمحاكاة النمو الجنيني المبكر وإرشاد تمايز الخلية. الثقافة في وجود مصل الأبقار الجنين، وإزالة عوامل متعددة الطبيعة.

### المنهجيات الحالية

#### التمايز الموجه
تتكون هذه الطريقة في تعريض الخلايا لمسارات إشارات محددة تحوير والتلاعب بظروف زراعة الخلايا (البيئية أو الخارجية) لمحاكاة التسلسل الطبيعي لقرارات النمو لإنتاج نوع / نسيج معين من الخلايا. عيب هذا النهج هو ضرورة أن يكون هناك فهم جيد لكيفية تشكيل نوع الخلية من الاهتمام.

#### إعادة البرمجة المباشرة
هذه الطريقة، والمعروفة أيضا باسم التحويل عبر التمايز أو التحويل المباشر، تتكون من التعبير المفرط عن عامل واحد أو عدة عوامل، عادة عوامل النسخ، التي أدخلت في الخلايا. يمكن أن تكون مادة البداية إما خلايا جذعية متعددة القدرات (PSCs)، أو إما نوع الخلية المتمايزة مثل الخلايا الليفية. وقد تجلى هذا المبدأ لأول مرة في عام 1987 مع العوامل الميوجينية MyoD. عيب هذا النهج هو إدخال حمض النيوكليك الأجنبي في الخلايا والتعبير القسري عن عوامل النسخ التي لا يتم فهم الآثار بشكل كامل.

#### التحديد الخاص بنوع الخلية / النسب
وتتكون هذه الأساليب في اختيار نوع الخلية من الفائدة، وعادة مع مقاومة المضادات الحيوية. لهذا الغرض، يتم تعديل خلايا المواد المصدر لاحتواء كاسيت مقاومة المضادات الحيوية تحت نوع الخلية المستهدفة المروج محددة. فقط الخلايا الملتزمة نسب الاهتمام هو البقاء على قيد الحياة الاختيار.

## التطبيقات
التمايز الموجه يوفر مصدرا غير محدود وقابل للانبعار من الخلايا والأنسجة. تضعف بعض التطبيقات بسبب النمط الظاهري غير الناضج للخلايا الجذعية المتعددة القدرات (PSCs) المشتقة من نوع الخلية، مما يحد من الدراسات الفسيولوجية والوظيفية الممكنة. ظهرت العديد من مجالات التطبيقات

### نظام نموذجي للعلوم الأساسية
أو العلوم الأساسية، ولا سيما علم الأحياء التنموي وبيولوجيا الخلايا، تسمح الخلايا المشتقة من PSC بالدراسة على المستويين الجزيئي والخلوي الأسئلة الأساسية في المختبر، التي كان من الممكن أن تكون صعبة للغاية أو مستحيلة للدراسة لأسباب تقنية وأخلاقية في الجسم الحي مثل التطور الجنيني للإنسان. على وجه الخصوص، الخلايا المتمايزة قابلة للدراسات الكمية والنوعية. ويمكن أيضا أن تدرس عمليات أكثر تعقيدا في المختبر وتشكيل، بما في ذلك المخيخ، وقد وصفت كوب البصرية والكلى.

### اكتشاف الأدوية وعلم السموم
يتم تقييم أنواع الخلايا المتمايزة عن الخلايا الجذعية متعددة القدرات (PSCs) كنماذج قبل السريرية في المختبر للأمراض البشرية. توفر أنواع الخلايا البشرية في الطبق بديلاً للمقايسات التقليدية قبل السريرية باستخدام الخلايا الحيوانية أو البشرية المخلدة أو الثقافات الأولية من الخزعات، والتي لها حدودها. تعتبر أنواع الخلايا ذات الصلة سريريًا، أي نوع الخلايا المصابة بالأمراض، محورًا رئيسيًا للبحث، وهذا يشمل خلايا الكبد وخلايا بيتا لجزيرة لانجرهانز  وخلايا عضلة القلب والخلايا العصبية. يتم إجراء شاشة الدواء على زراعة الخلايا المصغرة في ألواح متعددة المستوعبات أو على شريحة.

### نمذجة المرض
وتستخدم الخلايا المشتقة من PSCs من المرضى في المختبر لإعادة أمراض محددة. نوع الخلية المحددة المتضررة في علم الأمراض هو في قاعدة النموذج. على سبيل المثال، تستخدم motoneurons لدراسة ضمور العضلات الشوكي (SMA) وتستخدم خلايا القلب لدراسة arrythmia. وهذا يمكن أن يسمح لفهم أفضل للعوامل المسببة للأمراضوتطوير علاجات جديدة من خلال اكتشاف المخدرات. يمكن نضج أنواع الخلايا غير الناضجة المشتقة من PSC في المختبر من خلال استراتيجيات مختلفة، مثل الشيخوخة في المختبر، لنمذجة الأمراض المرتبطة بالعمر في المختبر. الأمراض الرئيسية التي يجري نمذجتها مع الخلايا المشتقة من PSCs هي االتصلب الجانبي الضموري (ALS)، الزهايمر (AD)، باركنسون (PD)، متلازمة X الهشة (FXS)، مرض هنتنغتون (HD)، متلازمة داون، ضمور العضلات الشوكي (SMA)، العسر العضلي، التليف الكيسي، متلازمة QT الطويلة، وداء السكري من النوع الأول.

### الطب التجديدي
قد يكون للمصدر غير المحدود المحتمل للخلايا والأنسجة تطبيق مباشر لهندسة الأنسجة واستبدال الخلايا وزرعها بعد الإصابات الحادة والجراحة الترميمية. تقتصر هذه التطبيقات على أنواع الخلايا التي يمكن تمييزها بكفاءة وأمان عن PSCs البشرية مع تكوين الجهازي السليم كما يتم استخدام الأعضاء التفكيكية كسلاعة أنسجة لتولد الأعضاء. يمكن أن تكون المواد المصدرية خلايا صحية طبيعية من متبرع آخر (زرع الترولوغوس) أو تصحيحها وراثيا من نفس المريض (الذاتي). وقد أثيرت مخاوف بشأن سلامة المرضى بسبب إمكانية تلويث الخلايا غير المتمايزة. كانت أول تجربة سريرية باستخدام الخلايا المشتقة من hESC في عام 2011.. بدأت أول تجربة سريرية باستخدام الخلايا المشتقة من hiPSC في عام 2014 في اليابان.